# Fernand Maquennehen
Alfred-Fernand Maquennehen est un homme politique français né le 21 février 1844 à Fontaine-sur-Somme (Somme) et décédé le 5 février 1915 à Amiens (Somme)
Propriétaire foncier, il est conseiller général du canton de Nouvion en 1878 et vice-président du Conseil général en 1895. Élu sénateur de la Somme lors d'une élection partielle en 1899, il est battu au renouvellement de 1900. Réélu en 1909, il meurt en 1915 sans avoir eu une importante activité parlementaire.

## Sources
- « Fernand Maquennehen », dans le Dictionnaire des parlementaires français (1889-1940), sous la direction de Jean Jolly, PUF, 1960 [détail de l’édition]